# 英國特種部隊
聯合王國特種部隊（United Kingdom Special Forces，簡稱：UKSF）是英國軍隊的特種部隊指揮架構，相當於美國特種作戰司令部。它是由海、陸、空三軍的特種作戰單位所組成。UKSF目前是由特種部隊總監（Director Special Forces）負責指揮。

## 歷史
1987年，英國國防部將原本的“特種空勤團總監”（Director SAS）改名為“特種部隊總監”（Director Special Forces），同時將該職位的指揮範圍從英國陸軍屬下的特種空勤團擴大至英國皇家海軍傘下剛完成改組的特別舟艇隊。在聯合特種部隊航空連、特種偵察團、第18信號團及特種部隊支援群成立後，它們也被納入UKSF的指揮鏈之內。
據指，英國特種部隊中有約40％的兵源是來自英國皇家海軍陸戰隊。
2014年9月1日，第21和第23空降特勤隊退出了聯合王國特種部隊的指揮架構，並被改編至第1情報監視和偵察旅。不過在2019年，第21和23空降特勤隊被再次編入UKSF的指揮架構之內。

## 軍徽
英國特種部隊的象徵是神傳說的達摩克里斯之劍（Sword of Damocles）。

## 編制

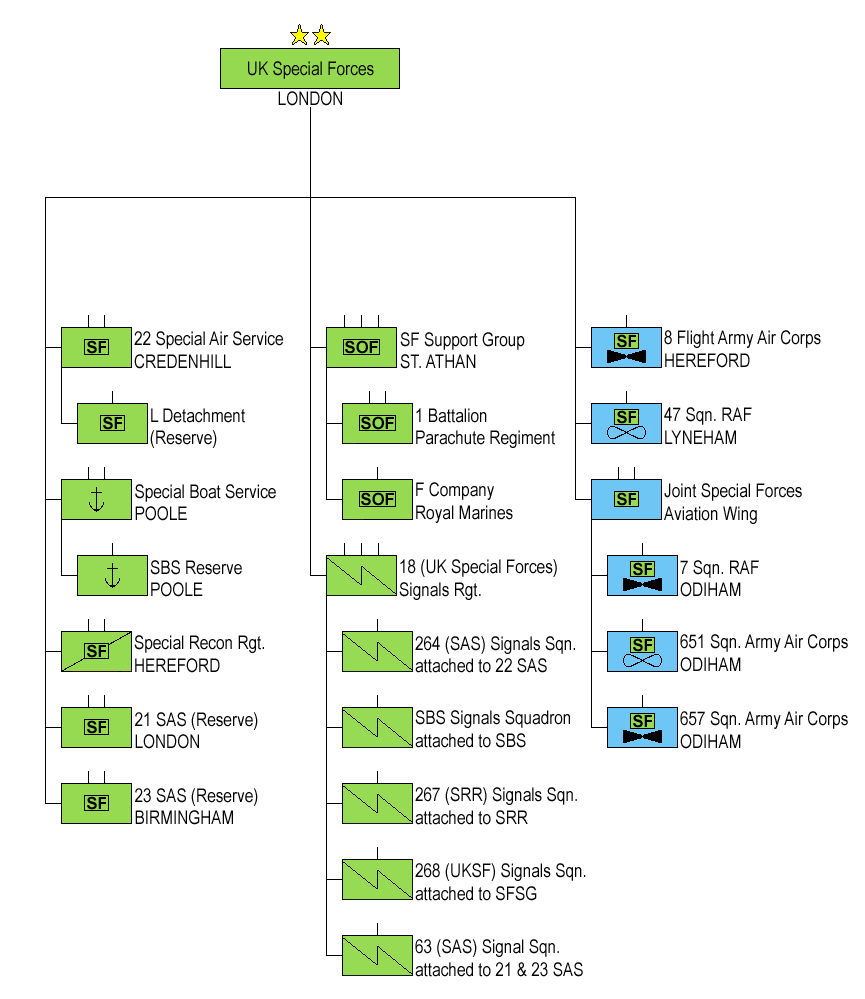
英國特種部隊組織架構

- 英國陸軍
  - 第22特種空勤團
    - A中隊
    - B中隊
    - D中隊
    - G中隊
    - L中隊（預備役）

  - 第21特種空勤團（預備役）
  - 第23特種空勤團（預備役）
  - 特種偵察團
  - 特種部隊支援群
    - A連
    - B連
    - C連
    - D連
    - E連
    - F連
    - G連
    - 支援連

  - 第18UKSF信號團（英语：18 (UKSF) Signal Regiment）
    - 第264情報中隊（SAS）
    - 第267情報中隊（SRR）
    - 第268情報中隊（UKSF直屬部隊）
    - SBS情報中隊
    - 第63情報中隊（SAS）
- 英國海軍
  - 特殊舟艇隊
    - C中隊
    - M中隊
    - X中隊
    - Z中隊

  - 特殊舟艇隊（預備役）
- 英國皇家空軍／英國陸軍
  - 聯合特種部隊航空連（英语：Joint Special Forces Aviation Wing）
  - 7號中隊（英语：No. 7 Squadron RAF）（英國皇家空軍）
    - 47號中隊（英语：No. 47 Squadron RAF）所屬特種部隊編隊（英國皇家空軍）
    - 657號中隊（英國陸軍航空軍（英语：Army Air Corps (United Kingdom)））
    - 658號中隊（英语：No. 658 Squadron AAC）（英國陸軍航空軍）
- 其他單位
  - 剃刀中隊

## 外部連結
- Artists Rifles Advice & Training, a discussion forum for potential SAS Reserve （21 & 23） recruits （页面存档备份，存于）

1. ↑  . the telegraph. 25 April 2009  [2020-08-03]. （原始内容存档于2021-04-22）.